# Arhidieceza de Kalocsa-Kecskemét

Jurisdicția arhidiecezei pe harta Ungariei

Arhidieceza de Kalocsa-Kecskemét (în latină Archidioecesis Colocensis-Kecskemetensis) este una din cele patru arhiepiscopii mitropolitane ale Bisericii Romano-Catolice din Ungaria, cu sediul în orașul Kalocsa. Patronul arhiepiscopiei este Sfântul Pavel. În prezent ea deține două sufragane: Dieceza de Pécs și Dieceza de Seghedin-Cenad.

## Istoric
Episcopia de Kalocsa a fost înființată în anul 1000 de regele Ștefan I al Ungariei și ridicată în anul 1009 la rang de arhiepiscopie. În Evul Mediu a fost una din cele două arhiepiscopii ale Regatului Ungariei, cu numeroase episcopii sufragane, între care Episcopia Oradea Mare, Episcopia de Cenad, Episcopia de Alba Iulia și Episcopia de Zagreb. A fost devastată de Marea invazie mongolă din anul 1241.
S-a refăcut în a doua jumătate a secolului al XIII-lea și și-a continuat activitatea de răspândire a creștinismului.
Pál Tomori, arhiepiscop de Kalocsa, respectiv Ferenc Perényi, episcop de Oradea Mare au căzut în Bătălia de la Mohács (1526), în luptă cu Imperiul Otoman.
În anul 1951 arestarea și condamnarea arhiepiscopului József Grősz sub acuzația de spionaj în favoarea SUA au fost precedate de lansarea filmului propagandistic Căsătorie ciudată.